# Capi di governo del Belgio

Bandiera governativa del Belgio

I capi di governo del Belgio dal 1831 ad oggi sono i seguenti.

## Lista

### Capi di gabinetto
Dal 1831 al 1918 i capi del Governo hanno portato il titolo di capo del Gabinetto (Chef du Cabinet in francese, Kabinetsleider in olandese).
|     | Nome                            | Ritratto | Partito   | Mandato                            |
| --- | ------------------------------- | -------- | --------- | ---------------------------------- |
| 1.  | Étienne de Gerlache             |          | Cattolico | 26 febbraio 1831 - 4 marzo 1831    |
| 2.  | Joseph Lebeau                   |          | Liberale  | 28 marzo 1831 - 24 luglio 1831     |
| 3.  | Félix de Muelenaere             |          | Cattolico | 24 luglio 1831 - 20 ottobre 1832   |
| 4.  | Albert Goblet d'Alviella        |          | Liberale  | 20 ottobre 1832 - 4 agosto 1834    |
| 5.  | Barthélemy de Theux de Meylandt |          | Cattolico | 4 agosto 1834 - 18 aprile 1840     |
|     | Joseph Lebeau                   |          | Liberale  | 18 aprile 1840 - 13 aprile 1841    |
| 6.  | Jean-Baptiste Nothomb           |          | Liberale  | 13 aprile 1841 - 30 luglio 1845    |
|     | Sylvain Van de Weyer            |          | Liberale  | 30 luglio 1845 - 31 marzo 1846     |
|     | Barthélémy de Theux de Meylandt |          | Cattolico | 31 marzo 1846 - 12 agosto 1847     |
|     | Charles Rogier                  |          | Liberale  | 12 agosto 1847 - 31 ottobre 1852   |
| 7.  | Henri de Brouckère              |          | Liberale  | 31 ottobre 1852 - 30 marzo 1855    |
| 8.  | Pierre de Decker                |          | Cattolico | 30 marzo 1855 - 9 novembre 1857    |
|     | Charles Rogier                  |          | Liberale  | 9 novembre 1857 - 3 gennaio 1868   |
| 9.  | Walthère Frère-Orban            |          | Liberale  | 3 gennaio 1868 - 2 luglio 1870     |
| 10. | Jules Joseph d'Anethan          |          | Cattolico | 2 luglio 1870 - 7 dicembre 1871    |
| 11. | Jules Malou                     |          | Cattolico | 7 dicembre 1871 - 19 giugno 1878   |
|     | Walthère Frère-Orban            |          | Liberale  | 19 giugno 1878 - 16 giugno 1884    |
|     | Jules Malou                     |          | Cattolico | 16 giugno 1884 - 26 ottobre - 1884 |
| 12. | August Beernaert                |          | Cattolico | 26 ottobre - 1884 - 26 marzo 1894  |
| 13. | Jules de Burlet                 |          | Cattolico | 26 marzo 1894 - 25 febbraio 1896   |
| 14. | Paul de Smet de Naeyer          |          | Cattolico | 25 febbraio 1896 - 24 gennaio 1899 |
| 15. | Jules Vandenpeereboom           |          | Cattolico | 24 gennaio 1899 - 5 agosto 1899    |
|     | Paul de Smet de Naeyer          |          | Cattolico | 5 agosto 1899 - 2 maggio 1907      |
| 16. | Jules de Trooz                  |          | Cattolico | 2 maggio 1907 - 9 gennaio 1908     |
| 17. | Frans Schollaert                |          | Cattolico | 9 gennaio 1908 - 17 giugno 1911    |
| 18. | Charles de Broqueville          |          | Cattolico | 17 giugno 1911 - 1º giugno 1918    |

### Primi ministri
Dal 1918 i capi del governo portano il titolo di Primo ministro, che nelle tre lingue ufficiali è denominato: Premier ministre in francese, Eerste Minister in olandese, Premierminister in tedesco.
| Primo ministro  | Primo ministro    | Primo ministro         | Partito                                  | Governo           | Mandato          | Mandato          | Elezione         |
| Primo ministro  | Primo ministro    | Primo ministro         | Partito                                  | Governo           | Inizio           | Fine             | Elezione         |
| --------------- | ----------------- | ---------------------- | ---------------------------------------- | ----------------- | ---------------- | ---------------- | ---------------- |
|                 |                   | Gérard Cooreman        | Unione Cattolica Belga                   | Cooreman          | 1º giugno 1918   | 21 novembre 1918 | –                |
|                 |                   | Léon Delacroix         | Unione Cattolica Belga                   | Delacroix I       | 21 novembre 1918 | 17 novembre 1919 | –                |
| Delacroix II    | 2 dicembre 1919   | Léon Delacroix         | Unione Cattolica Belga                   | 3 novembre 1920   | 1919             |                  |                  |
|                 |                   | Henry Carton de Wiart  | Unione Cattolica Belga                   | Carton de Wiart   | 1919             | 20 novembre 1920 | 20 novembre 1921 |
|                 |                   | George Theunis         | Unione Cattolica Belga                   | Theunis I         | 16 dicembre 1921 | 5 aprile 1925    | 1921             |
|                 |                   | Aloys Van de Vyvere    | Unione Cattolica Belga                   | Van de Vyvere     | 13 maggio 1925   | 17 giugno 1925   | 1925             |
|                 |                   | Prosper Poullet        | Unione Cattolica Belga                   | Poullet           | 17 giugno 1925   | 19 maggio 1926   | 1925             |
|                 |                   | Henri Jaspar           | Unione Cattolica Belga                   | Jaspar I          | 20 maggio 1926   | 21 novembre 1927 | 1925             |
| Jaspar II       | 22 novembre 1927  | Henri Jaspar           | Unione Cattolica Belga                   | 21 maggio 1931    | 1929             |                  |                  |
|                 |                   | Jules Renkin           | Unione Cattolica Belga                   | Renkin            | 1929             | 15 giugno 1931   | 18 ottobre 1932  |
|                 |                   | Charles de Broqueville | Unione Cattolica Belga                   | de Broqueville II | 22 ottobre 1932  | 20 novembre 1934 | 1932             |
|                 |                   | George Theunis         | Unione Cattolica Belga                   | Theunis II        | 20 novembre 1934 | 19 marzo 1935    | 1932             |
|                 |                   | Paul van Zeeland       | Unione Cattolica Belga                   | van Zeeland I     | 25 marzo 1935    | 26 maggio 1936   | 1932             |
| van Zeeland II  | 13 giugno 1936    | Paul van Zeeland       | Unione Cattolica Belga                   | 25 ottobre 1937   | 1936             |                  |                  |
|                 |                   | Paul-Émile Janson      | Partito Liberale                         | Janson            | 1936             | 23 novembre 1937 | 13 maggio 1938   |
|                 |                   | Paul-Henri Spaak       | Partito Socialista Belga                 | Spaak I           | 1936             | 15 maggio 1938   | 21 febbraio 1939 |
|                 |                   | Hubert Pierlot         | Unione Cattolica Belga                   | Pierlot I         | 22 febbraio 1939 | 18 aprile 1939   | 1939             |
| Pierlot II      | 18 aprile 1939    | Hubert Pierlot         | Unione Cattolica Belga                   | 3 settembre 1939  |                  |                  | 1939             |
| Pierlot III     | 3 settembre 1939  | Hubert Pierlot         | Unione Cattolica Belga                   | 28 maggio 1940    |                  |                  | 1939             |
| Pierlot IV      | 28 maggio 1940    | Hubert Pierlot         | Unione Cattolica Belga                   | 21 settembre 1944 |                  |                  | 1939             |
| Pierlot V       | 27 settembre 1944 | Hubert Pierlot         | Unione Cattolica Belga                   | 12 dicembre 1944  |                  |                  | 1939             |
| Pierlot VI      | 12 dicembre 1944  | Hubert Pierlot         | Unione Cattolica Belga                   | 12 febbraio 1945  |                  |                  | 1939             |
|                 |                   | Achille Van Acker      | Partito Socialista Belga                 | Van Acker I       | 12 febbraio 1945 | 2 agosto 1945    | 1939             |
| Van Acker II    | 2 agosto 1945     | Achille Van Acker      | Partito Socialista Belga                 | 13 marzo 1946     |                  |                  | 1939             |
|                 |                   | Paul-Henri Spaak       | Partito Socialista Belga                 | Spaak II          | 13 marzo 1946    | 31 marzo 1946    | 1946             |
|                 |                   | Achille Van Acker      | Partito Socialista Belga                 | Van Acker III     | 31 marzo 1946    | 3 agosto 1946    | 1946             |
|                 |                   | Camille Huysmans       | Partito Socialista Belga                 | Huysmans          | 3 agosto 1946    | 20 marzo 1947    | 1946             |
|                 |                   | Paul-Henri Spaak       | Partito Socialista Belga                 | Spaak III         | 20 marzo 1947    | 27 novembre 1948 | 1946             |
| Spaak IV        | 27 novembre 1948  | Paul-Henri Spaak       | Partito Socialista Belga                 | 11 agosto 1949    |                  |                  | 1946             |
|                 |                   | Gaston Eyskens         | Partito Sociale Cristiano                | G. Eyskens I      | 11 agosto 1949   | 8 giugno 1950    | 1949             |
|                 |                   | Jean Duvieusart        | Partito Sociale Cristiano                | Duvieusart        | 8 giugno 1950    | 16 agosto 1950   | 1950             |
|                 |                   | Joseph Pholien         | Partito Sociale Cristiano                | Pholien           | 16 agosto 1950   | 15 gennaio 1952  | 1950             |
|                 |                   | Jean Van Houtte        | Partito Sociale Cristiano                | Van Houtte        | 15 gennaio 1952  | 23 aprile 1954   | 1950             |
|                 |                   | Achille Van Acker      | Partito Socialista Belga                 | Van Acker IV      | 23 aprile 1954   | 26 giugno 1958   | 1954             |
|                 |                   | Gaston Eyskens         | Partito Sociale Cristiano                | G. Eyskens II     | 26 giugno 1958   | 6 novembre 1958  | 1958             |
| G. Eyskens III  | 6 novembre 1958   | Gaston Eyskens         | Partito Sociale Cristiano                | 3 settembre 1960  |                  |                  | 1958             |
| G. Eyskens IV   | 3 settembre 1960  | Gaston Eyskens         | Partito Sociale Cristiano                | 25 aprile 1961    |                  |                  | 1958             |
|                 |                   | Théodore Lefèvre       | Partito Sociale Cristiano                | Lefèvre           | 25 aprile 1961   | 28 luglio 1965   | 1961             |
|                 |                   | Pierre Harmel          | Partito Sociale Cristiano                | Harmel            | 28 luglio 1965   | 19 marzo 1966    | 1965             |
|                 |                   | Paul Vanden Boeynants  | Partito Sociale Cristiano                | Boeynants I       | 19 marzo 1966    | 17 giugno 1968   | 1965             |
|                 |                   | Gaston Eyskens         | Partito Popolare Cristiano               | G. Eyskens V      | 17 giugno 1968   | 20 gennaio 1972  | 1968             |
| G. Eyskens VI   | 20 gennaio 1972   | Gaston Eyskens         | Partito Popolare Cristiano               | 26 gennaio 1973   | 1971             |                  |                  |
|                 |                   | Edmond Leburton        | Partito Socialista Belga                 | Leburton I        | 1971             | 26 gennaio 1973  | 23 ottobre 1973  |
| Leburton II     | 23 ottobre 1973   | Edmond Leburton        | Partito Socialista Belga                 | 25 aprile 1974    | 1971             |                  |                  |
|                 |                   | Leo Tindemans          | Partito Popolare Cristiano               | Tindemans I       | 25 aprile 1974   | 3 giugno 1977    | 1974             |
| Tindemans II    | 3 giugno 1977     | Leo Tindemans          | Partito Popolare Cristiano               | 20 ottobre 1978   | 1977             |                  |                  |
|                 |                   | Paul Vanden Boeynants  | Centro Democratico Umanista              | Boeynants II      | 1977             | 20 ottobre 1978  | 3 aprile 1979    |
|                 |                   | Wilfried Martens       | Partito Popolare Cristiano               | Martens I         | 3 aprile 1979    | 23 gennaio 1980  | 1978             |
| Martens II      | 23 gennaio 1980   | Wilfried Martens       | Partito Popolare Cristiano               | 18 maggio 1980    |                  |                  | 1978             |
| Martens III     | 18 maggio 1980    | Wilfried Martens       | Partito Popolare Cristiano               | 22 ottobre 1980   |                  |                  | 1978             |
| Martens IV      | 22 ottobre 1980   | Wilfried Martens       | Partito Popolare Cristiano               | 6 aprile 1981     |                  |                  | 1978             |
|                 |                   | Mark Eyskens           | Partito Popolare Cristiano               | M. Eyskens        | 6 aprile 1981    | 17 dicembre 1981 | 1978             |
|                 |                   | Wilfried Martens       | Partito Popolare Cristiano               | Martens V         | 17 dicembre 1981 | 28 novembre 1985 | 1981             |
| Martens VI      | 28 novembre 1985  | Wilfried Martens       | Partito Popolare Cristiano               | 21 ottobre 1987   | 1985             |                  |                  |
| Martens VII     | 21 ottobre 1987   | Wilfried Martens       | Partito Popolare Cristiano               | 9 maggio 1988     | 1987             |                  |                  |
| Martens VIII    | 9 maggio 1988     | Wilfried Martens       | Partito Popolare Cristiano               | 29 settembre 1991 | 1987             |                  |                  |
| Martens IX      | 29 settembre 1991 | Wilfried Martens       | Partito Popolare Cristiano               | 7 marzo 1992      | 1991             |                  |                  |
|                 |                   | Jean-Luc Dehaene       | Partito Popolare Cristiano               | Dehaene I         | 1991             | 7 marzo 1992     | 23 giugno 1995   |
| Dehaene II      | 23 giugno 1995    | Jean-Luc Dehaene       | Partito Popolare Cristiano               | 12 luglio 1999    | 1995             |                  |                  |
|                 |                   | Guy Verhofstadt        | Liberali e Democratici Fiamminghi        | Verhofstadt I     | 12 luglio 1999   | 11 luglio 2003   | 1999             |
| Verhofstadt II  | 11 luglio 2003    | Guy Verhofstadt        | Liberali e Democratici Fiamminghi        | 21 dicembre 2007  | 2003             |                  |                  |
| Verhofstadt III | 21 dicembre 2007  | Guy Verhofstadt        | Liberali e Democratici Fiamminghi        | 20 marzo 2008     | 2007             |                  |                  |
|                 |                   | Yves Leterme           | Cristiano-Democratici e Fiamminghi       | Leterme I         | 2007             | 20 marzo 2008    | 30 dicembre 2008 |
|                 |                   | Herman Van Rompuy      | Cristiano-Democratici e Fiamminghi       | Van Rompuy        | 2007             | 30 dicembre 2008 | 24 novembre 2009 |
|                 |                   | Yves Leterme           | Cristiano-Democratici e Fiamminghi       | Leterme II        | 2007             | 24 novembre 2009 | 6 dicembre 2011  |
|                 |                   | Elio Di Rupo           | Partito Socialista                       | Di Rupo           | 6 dicembre 2011  | 11 ottobre 2014  | 2010             |
|                 |                   | Charles Michel         | Movimento Riformatore                    | Michel I          | 11 ottobre 2014  | 21 dicembre 2018 | 2014             |
| Michel II       | 21 dicembre 2018  | Charles Michel         | Movimento Riformatore                    | 27 ottobre 2019   |                  |                  | 2014             |
|                 |                   | Sophie Wilmès          | Movimento Riformatore                    | Wilmès I          | 27 ottobre 2019  | 17 marzo 2020    | 2019             |
| Wilmès II       | 17 marzo 2020     | Sophie Wilmès          | Movimento Riformatore                    | 1º ottobre 2020   |                  |                  | 2019             |
|                 |                   | Alexander De Croo      | Liberali e Democratici Fiamminghi Aperti | De Croo           | 1º ottobre 2020  | 3 febbraio 2025  | 2019             |
|                 |                   | Bart De Wever          | Nuova Alleanza Fiamminga                 | De Wever          | 3 febbraio 2025  | in carica        | 2024             |